# Focke-Wulf Fw 187
O Focke-Wulf Fw 187 Falke ("Falcão") foi um caça pesado na Alemanha durante os anos 30. Um monoplano bimotor concebido por Kurt Tank, foi bem-vindo pelos pilotos que a pilotaram, relatando que esta aeronave era superior ao Messerschmitt Bf 110 em quase todos os aspectos; porém, a Luftwaffe não viu necessidade de produção deste caça, dado que à época já estava bem servida pelo Messerschmitt Bf 110. Apenas nove exemplares foram construídos.